# Wymagania metrologiczne
Wymagania metrologiczne – dokument lub przepis określający sposoby użytkowania i sprawdzania przyrządu pomiarowego oraz ich cechy i sposoby konstrukcji zapewniające określoną dokładność pomiarów w obecności zmieniających się w szerokim zakresie czynników zewnętrznych. Wymagania są formułowane przez międzynarodowe lub krajowe organizacje metrologiczne, w Polsce przez Główny Urząd Miar.
Celem wymagań metrologicznych jest z jednej strony zapewnienie możliwości porównywania wyników pomiarów wykonywanych w różnych miejscach i czasie, z drugiej zaś zapewnienie podobnej dokładności pomiarów wykonywanych różnymi przyrządami pomiarowymi, dla których określono wymagania odpowiadające klasom dokładności.
Wymagania podają warunki stosowania i sposoby sprawdzania przyrządów pomiarowych.
Określają warunki odniesienia, punkty charakterystyki przyrządu pomiarowego, w których dokonywane są pomiary podczas wzorcowania albo legalizacji. Mogą określać sposób i metodę dokonywania pomiarów podczas sprawdzeń. Podają wartości dopuszczalnych błędów przyrządu pomiarowego w warunkach odniesienia i dopuszczalnych błędów dodatkowych pochodzących od wielkości wpływających na pomiar. Podają, jakie cechy powinien mieć przyrząd pomiarowy zaliczany do określonej klasy dokładności, uwzględniając mogące wystąpić zmiany czynników zewnętrznych podczas pomiarów.
Ważną grupą przyrządów pomiarowych, dla których są formułowane wymagania, stanowią przyrządy stosowane do pomiarów ze względu na interes społeczny, zdrowie, bezpieczeństwo, ład, ochronę środowiska, ochronę konsumentów, nakładanie podatków i ceł oraz uczciwy handel. Przepisy dotyczące takich przyrządów są częścią prawa i ich stosowanie jest obowiązujące.
W Unii Europejskiej podstawowym dokumentem regulującym wymagania metrologiczne, dotyczącym większości przyrządów pomiarowych objętych prawną kontrolą metrologiczną (załączników szczegółowych), jest Dyrektywa Parlamentu Europejskiego i Rady 2004/22/WE z dnia 31 marca 2004 r. w sprawie przyrządów pomiarowych, w skrócie MID (Measuring Instruments Directive). Wymagania dotyczące wag nieautomatycznych reguluje dyrektywa Parlamentu Europejskiego i Rady 2009/23/WE z dnia 23 kwietnia 2009 r. w sprawie wag nieautomatycznych (non-automatic weighing instruments-NAVI).

## Inne metody określenia wymagań metrologicznych
Dla przyrządów, dla których nie ma wymagań sformułowanych w powyższych dokumentach, jako podstawę wymagań metrologicznych można przyjąć deklarację producenta przyrządu co do jego dokładności i maksymalnych błędów pomiarowych zawartą w specyfikacji technicznej przyrządu i jego danych technicznych (zwykle umieszczona jest jako wydzielona część w instrukcji obsługi danego przyrządu). Innym sposobem określenia wymagań metrologicznych jest uzgodnienie dokonane razem z użytkownikiem przyrządu co do jego oczekiwań i potrzeb w stosunku do dokładności sprawdzanego lub wzorcowanego urządzenia. Oczekiwania użytkownika mogą być przykładowo zgodne z postanowieniami powszechnie dostępnych norm technicznych (np. PN, PN-EN, PN-EN ISO, DIN, ASTM), które zawierają wymagania metrologiczne dla danych rodzajów przyrządów pomiarowych. W takim przypadku użytkownik powinien określić numer referencyjny normy oraz rok jej wydania (podanie numeru referencyjnego normy bez roku wydania oznacza wydanie najnowsze).
W skrajnym przypadku przyrząd można potraktować jako „czarną skrzynkę” poddaną wzorcowaniu i na podstawie uzyskanych wyników i potrzeb użytkownika zadecydować czy są one dla niego satysfakcjonujące czy też przyrząd należy wycofać z eksploatacji, ponownie skalibrować, obniżyć mu klasę albo skierować do użytku w miejscu mniej newralgicznym pod względem potrzebnej dokładności. Dotyczy to zwykle profesjonalnych klientów, którzy mają pełną świadomość i wiedzę co do swoich przyrządów i potrzeb metrologicznych (np. takich jak laboratoria naukowo-badawcze lub pomiarowe).

## Ocena zgodności z wymaganiami metrologicznymi
Ocenę zgodności przyrządów pomiarowych z wymaganiami metrologicznymi wykonują akredytowane laboratoria. Ocena jest stwierdzeniem zgodności z wymaganiami i jest konieczna przed wprowadzeniem do obrotu przyrządu pomiarowego podlegającego prawnej kontroli metrologicznej. Dokumentem poświadczającym zgodność z wymaganiami jest certyfikat zgodności.